# Pinckneyville
Pinckneyville – miasto w Stanach Zjednoczonych, w stanie Illinois, siedziba administracyjna hrabstwa Perry.